# Derby County Football Club 1974-1975
Questa voce raccoglie le informazioni riguardanti il Derby County Football Club nelle competizioni ufficiali della stagione 1974-1975

## Stagione
L'esordio in campionato fu caratterizzato da una sola vittoria nelle prime sette giornate, con la squadra che a metà settembre si ritrovò al di sotto della metà superiore della classifica. Nelle settimane successive i Rams disputarono i primi incontri nelle coppe; in Coppa di Lega passarono agevolmente il secondo turno con il Portsmouth per poi venir estromessi in seguito a una pesante sconfitta con il Southampton che allora militava in Second Division, in Coppa UEFA una doppia vittoria contro il Servette permise al Derby County di avanzare ai sedicesimi di finale contro l'Atlético Madrid, estromesso ai tiri di rigore dopo che i due incontri si erano conclusi con il punteggio di 2-2. Il cammino dei Rams nella terza competizione europea si interruppe nel turno successivo contro gli jugoslavi del Velež Mostar, capaci di rimontare nella gara di ritorno il 3-1 subito a Derby. Nel frattempo il Derby County aveva recuperato posizioni in campionato mantenendo, grazie a una classifica molto corta, il contatto con la lotta per il titolo. Con l'inizio del nuovo anno il Derby County affrontò la FA Cup, dove superò due turni (il primo dei quali dopo aver affrontato un replay contro il Leyton Orient) prima di venir eliminato a febbraio dal Leeds Utd. L'andamento in campionato dei Rams arrivò a un punto di svolta nel mese di marzo, quando cominciarono ad inanellare una serie di risultati utili consecutivi che permise loro di sopravanzare tutte le contendenti alla lotta per il titolo, per poi assicurarsi la vittoria della First Division con una gara di anticipo.

## Maglie e sponsor
Nessuna modifica di rilievo per la divisa della squadra, il cui sponsor tecnico è Umbro.
| Casa | Trasferta | Terza |

## Rosa
| N. |                        | Ruolo | Calciatore               |
| -- | ---------------------- | ----- | ------------------------ |
|    | Inghilterra (bandiera) | P     | Colin Boulton            |
|    | Inghilterra (bandiera) | P     | Graham Moseley           |
|    | Inghilterra (bandiera) | D     | Colin Todd               |
|    | Inghilterra (bandiera) | D     | David Nish               |
|    | Inghilterra (bandiera) | D     | Roy McFarland (capitano) |
|    | Inghilterra (bandiera) | D     | Peter Daniel             |
|    | Irlanda (bandiera)     | D     | Tony Macken              |
|    | Inghilterra (bandiera) | D     | Henry Newton             |
|    | Inghilterra (bandiera) | D     | Ron Webster              |
|    | Galles (bandiera)      | D     | Rod Thomas               |
|    | Scozia (bandiera)      | C     | Jeff King                |

| N. |                        | Ruolo | Calciatore      |
| -- | ---------------------- | ----- | --------------- |
|    | Inghilterra (bandiera) | C     | Steve Powell    |
|    | Scozia (bandiera)      | C     | Bruce Rioch     |
|    | Scozia (bandiera)      | C     | Archie Gemmill  |
|    | Inghilterra (bandiera) | C     | Alan Hinton     |
|    | Inghilterra (bandiera) | A     | Jeff Bourne     |
|    | Scozia (bandiera)      | A     | Eric Carruthers |
|    | Inghilterra (bandiera) | A     | Roger Davies    |
|    | Irlanda (bandiera)     | A     | Chris Egan      |
|    | Inghilterra (bandiera) | A     | Kevin Hector    |
|    | Inghilterra (bandiera) | A     | Francis Lee     |

## Calciomercato

### Sessione estiva
| Acquisti         | Acquisti       | Acquisti         | Acquisti               |
| R.               | Nome           | da               | Modalità               |
| ---------------- | -------------- | ---------------- | ---------------------- |
| D                | Tony Macken    | Waterford        | definitivo (30 000 £)  |
| A                | Francis Lee    | Manchester City  | definitivo (110 000 £) |
| Altre operazioni |                |                  |                        |
| D                | Anthony Bailey | Oldham Athletic  | fine prestito          |
| D                | Alan Lewis     | Peterborough Utd | fine prestito          |

| Cessioni         | Cessioni      | Cessioni   | Cessioni   |
| R.               | Nome          | a          | Modalità   |
| ---------------- | ------------- | ---------- | ---------- |
| D                | Jim Walker    | Brighton   | definitivo |
| C                | John McGovern | Leeds Utd  | definitivo |
| A                | John O'Hare   | Leeds Utd  | definitivo |
| Altre operazioni |               |            |            |
| R.               | Nome          | a          | Modalità   |
| A                | John Sims     | Oxford Utd | prestito   |

### Operazioni esterne alle sessioni
| Acquisti | Acquisti        | Acquisti   | Acquisti              |
| R.       | Nome            | da         | Modalità              |
| -------- | --------------- | ---------- | --------------------- |
| A        | Eric Carruthers | Hearts     | definitivo (25 000 £) |
| A        | John Sims       | Oxford Utd | fine prestito         |

| Cessioni         | Cessioni       | Cessioni       | Cessioni      |
| R.               | Nome           | a              | Modalità      |
| ---------------- | -------------- | -------------- | ------------- |
| P                | Graham Moseley | Aston Villa    | prestito      |
| Altre operazioni |                |                |               |
| R.               | Nome           | a              | Modalità      |
| D                | Anthony Bailey | Bury           | fine prestito |
| D                | Alan Lewis     | Brighton       | prestito      |
| A                | John Sims      | Colchester Utd | prestito      |

## Risultati

### First Division
| Liverpool 17 agosto 1974 1ª giornata | Everton | 0 – 0 referto | Derby County | Goodison Park (42 193 spett.) |

| Derby 21 agosto 1974 2ª giornata               | Derby County | 1 – 1 referto | Coventry City | Baseball Ground (25 717 spett.) |
| \| \| \| \| \| Lee \| Marcatori \| Mortimer \| |              |               |               |                                 |
|                                                |              |               |               |                                 |
| Lee                                            | Marcatori    | Mortimer      |               |                                 |

| Derby 24 agosto 1974 3ª giornata                | Derby County | 2 – 0 referto | Sheffield Utd | Baseball Ground (23 088 spett.) |
| \| \| \| \| \| Davies Hector \| Marcatori \| \| |              |               |               |                                 |
|                                                 |              |               |               |                                 |
| Davies Hector                                   | Marcatori    |               |               |                                 |

| Coventry 27 agosto 1974 4ª giornata           | Coventry City | 1 – 1 referto | Derby County | Highfield Road (18 856 spett.) |
| \| \| \| \| \| Carr \| Marcatori \| Davies \| |               |               |              |                                |
|                                               |               |               |              |                                |
| Carr                                          | Marcatori     | Davies        |              |                                |

| Londra 31 agosto 1974 5ª giornata           | Tottenham | 2 – 0 referto | Derby County | White Hart Lane (20 770 spett.) |
| \| \| \| \| \| Neighbour \| Marcatori \| \| |           |               |              |                                 |
|                                             |           |               |              |                                 |
| Neighbour                                   | Marcatori |               |              |                                 |

| Derby 7 settembre 1974 6ª giornata                           | Derby County | 2 – 2 referto   | Newcastle Utd | Baseball Ground (21 197 spett.) |
| \| \| \| \| \| Davies Lee \| Marcatori \| Burns Macdonald \| |              |                 |               |                                 |
|                                                              |              |                 |               |                                 |
| Davies Lee                                                   | Marcatori    | Burns Macdonald |               |                                 |

| Birmingham 14 settembre 1974 7ª giornata                      | Birmingham City | 3 – 2 referto | Derby County | St Andrew's (27 345 spett.) |
| \| \| \| \| \| Francis Hatton \| Marcatori \| Rioch Davies \| |                 |               |              |                             |
|                                                               |                 |               |              |                             |
| Francis Hatton                                                | Marcatori       | Rioch Davies  |              |                             |

| Derby 21 settembre 1974 8ª giornata                            | Derby County | 3 – 2 referto | Burnley | Baseball Ground (21 377 spett.) |
| \| \| \| \| \| Rioch Hector Lee \| Marcatori \| Todd Daniel \| |              |               |         |                                 |
|                                                                |              |               |         |                                 |
| Rioch Hector Lee                                               | Marcatori    | Todd Daniel   |         |                                 |

| Derby 25 settembre 1974 9ª giornata                                      | Derby County | 4 – 1 referto | Chelsea | Baseball Ground (22 036 spett.) |
| \| \| \| \| \| Webster Rioch Daniel Hector \| Marcatori \| Hutchinson \| |              |               |         |                                 |
|                                                                          |              |               |         |                                 |
| Webster Rioch Daniel Hector                                              | Marcatori    | Hutchinson    |         |                                 |

| Stoke-on-Trent 28 settembre 1974 10ª giornata | Stoke City | 1 – 1 referto | Derby County | Britannia Stadium (23 589 spett.) |
| \| \| \| \| \| Hurst \| Marcatori \| Lee \|   |            |               |              |                                   |
|                                               |            |               |              |                                   |
| Hurst                                         | Marcatori  | Lee           |              |                                   |

| Londra 5 ottobre 1974 11ª giornata                        | West Ham Utd | 2 – 2 referto | Derby County | Boleyn Ground (32 900 spett.) |
| \| \| \| \| \| Bonds Robson \| Marcatori \| Hector Lee \| |              |               |              |                               |
|                                                           |              |               |              |                               |
| Bonds Robson                                              | Marcatori    | Hector Lee    |              |                               |

| Derby 12 ottobre 1974 12ª giornata      | Derby County | 1 – 0 referto | Leicester City | Baseball Ground (24 753 spett.) |
| \| \| \| \| \| Rioch \| Marcatori \| \| |              |               |                |                                 |
|                                         |              |               |                |                                 |
| Rioch                                   | Marcatori    |               |                |                                 |

| Sheffield 15 ottobre 1974 13ª giornata      | Sheffield Utd | 1 – 2 referto | Derby County | Bramall Lane (21 882 spett.) |
| \| \| \| \| \| Field \| Marcatori \| Lee \| |               |               |              |                              |
|                                             |               |               |              |                              |
| Field                                       | Marcatori     | Lee           |              |                              |

| Carlisle 19 ottobre 1974 14ª giornata                 | Carlisle Utd | 3 – 0 referto | Derby County | Brunton Park Stadium (13 353 spett.) |
| \| \| \| \| \| Martin Train Clarke \| Marcatori \| \| |              |               |              |                                      |
|                                                       |              |               |              |                                      |
| Martin Train Clarke                                   | Marcatori    |               |              |                                      |

| Derby 26 ottobre 1974 15ª giornata                                   | Derby County | 2 – 3 referto        | Middlesbrough | Baseball Ground (24 036 spett.) |
| \| \| \| \| \| Hector Hinton \| Marcatori \| Mills Hickton Foggon \| |              |                      |               |                                 |
|                                                                      |              |                      |               |                                 |
| Hector Hinton                                                        | Marcatori    | Mills Hickton Foggon |               |                                 |

| Leeds 2 novembre 1974 16ª giornata    | Leeds Utd | 0 – 1 referto | Derby County | Elland Road (33 551 spett.) |
| \| \| \| \| \| \| Marcatori \| Lee \| |           |               |              |                             |
|                                       |           |               |              |                             |
|                                       | Marcatori | Lee           |              |                             |

| Derby 9 novembre 1974 17ª giornata                              | Derby County | 5 – 2 referto | QPR | Baseball Ground (23 339 spett.) |
| \| \| \| \| \| Rioch Hector Lee \| Marcatori \| Leach Bowles \| |              |               |     |                                 |
|                                                                 |              |               |     |                                 |
| Rioch Hector Lee                                                | Marcatori    | Leach Bowles  |     |                                 |

| Londra 16 novembre 1974 18ª giornata              | Arsenal   | 3 – 1 referto | Derby County | Highbury Stadium (32 286 spett.) |
| \| \| \| \| \| Ball Kidd \| Marcatori \| Rioch \| |           |               |              |                                  |
|                                                   |           |               |              |                                  |
| Ball Kidd                                         | Marcatori | Rioch         |              |                                  |

| Derby 23 novembre 1974 19ª giornata            | Derby County | 2 – 0 referto | Ipswich Town | Baseball Ground (24 341 spett.) |
| \| \| \| \| \| Rioch Hector \| Marcatori \| \| |              |               |              |                                 |
|                                                |              |               |              |                                 |
| Rioch Hector                                   | Marcatori    |               |              |                                 |

| Liverpool 7 dicembre 1974 21ª giornata                           | Liverpool | 2 – 2 referto | Derby County | Anfield Road (41 058 spett.) |
| \| \| \| \| \| Heighway Kennedy \| Marcatori \| Bourne Davies \| |           |               |              |                              |
|                                                                  |           |               |              |                              |
| Heighway Kennedy                                                 | Marcatori | Bourne Davies |              |                              |

| Derby 14 dicembre 1974 22ª giornata         | Derby County | 0 – 1 referto | Everton | Baseball Ground (24 991 spett.) |
| \| \| \| \| \| \| Marcatori \| Latchford \| |              |               |         |                                 |
|                                             |              |               |         |                                 |
|                                             | Marcatori    | Latchford     |         |                                 |

| Luton 21 dicembre 1974 23ª giornata    | Luton Town | 1 – 0 referto | Derby County | Kenilworth Road (12 862 spett.) |
| \| \| \| \| \| Ryan \| Marcatori \| \| |            |               |              |                                 |
|                                        |            |               |              |                                 |
| Ryan                                   | Marcatori  |               |              |                                 |

| Derby 26 dicembre 1974 24ª giornata                   | Derby County | 2 – 1 referto | Birmingham City | Baseball Ground (26 121 spett.) |
| \| \| \| \| \| Rioch Bourne \| Marcatori \| Hatton \| |              |               |                 |                                 |
|                                                       |              |               |                 |                                 |
| Rioch Bourne                                          | Marcatori    | Hatton        |                 |                                 |

| Manchester 28 dicembre 1974 25ª giornata          | Manchester City | 1 – 2 referto | Derby County | Maine Road (40 188 spett.) |
| \| \| \| \| \| Bell \| Marcatori \| Newton Lee \| |                 |               |              |                            |
|                                                   |                 |               |              |                            |
| Bell                                              | Marcatori       | Newton Lee    |              |                            |

| Derby 11 gennaio 1975 26ª giornata           | Derby County | 2 – 0 referto | Liverpool | Baseball Ground (33 463 spett.) |
| \| \| \| \| \| Newton Lee \| Marcatori \| \| |              |               |           |                                 |
|                                              |              |               |           |                                 |
| Newton Lee                                   | Marcatori    |               |           |                                 |

| Wolverhampton 18 gennaio 1975 27ª giornata | Wolverhampton | 0 – 1 referto | Derby County | Molineux Stadium (24 515 spett.) |
| \| \| \| \| \| \| Marcatori \| Newton \|   |               |               |              |                                  |
|                                            |               |               |              |                                  |
|                                            | Marcatori     | Newton        |              |                                  |

| Londra 1º febbraio 1975 28ª giornata                  | QPR       | 4 – 1 referto | Derby County | Loftus Road (20 686 spett.) |
| \| \| \| \| \| Thomas Givens \| Marcatori \| Rioch \| |           |               |              |                             |
|                                                       |           |               |              |                             |
| Thomas Givens                                         | Marcatori | Rioch         |              |                             |

| Derby 8 febbraio 1975 29ª giornata | Derby County | 0 – 0 referto | Leeds Utd | Baseball Ground (33 641 spett.) |

| Ipswich 25 febbraio 1975 30ª giornata                      | Ipswich Town | 3 – 0 referto | Derby County | Portman Road (23 078 spett.) |
| \| \| \| \| \| Beattie Johnson Hamilton \| Marcatori \| \| |              |               |              |                              |
|                                                            |              |               |              |                              |
| Beattie Johnson Hamilton                                   | Marcatori    |               |              |                              |

| Derby 22 febbraio 1975 31ª giornata              | Derby County | 2 – 1 referto | Arsenal | Baseball Ground (24 002 spett.) |
| \| \| \| \| \| Powell \| Marcatori \| Radford \| |              |               |         |                                 |
|                                                  |              |               |         |                                 |
| Powell                                           | Marcatori    | Radford       |         |                                 |

| Derby 1º marzo 1975 32ª giornata                            | Derby County | 3 – 1 referto | Tottenham | Baseball Ground (23 000 spett.) |
| \| \| \| \| \| Rioch Daniel Davies \| Marcatori \| Jones \| |              |               |           |                                 |
|                                                             |              |               |           |                                 |
| Rioch Daniel Davies                                         | Marcatori    | Jones         |           |                                 |

| Londra 8 marzo 1975 33ª giornata                        | Chelsea   | 1 – 2 referto | Derby County | Stamford Bridge (22 644 spett.) |
| \| \| \| \| \| Hollins \| Marcatori \| Daniel Hinton \| |           |               |              |                                 |
|                                                         |           |               |              |                                 |
| Hollins                                                 | Marcatori | Daniel Hinton |              |                                 |

| Derby 15 marzo 1975 34ª giornata                   | Derby County | 1 – 2 referto | Stoke City | Baseball Ground (29 985 spett.) |
| \| \| \| \| \| Hector \| Marcatori \| Greenhoff \| |              |               |            |                                 |
|                                                    |              |               |            |                                 |
| Hector                                             | Marcatori    | Greenhoff     |            |                                 |

| Newcastle upon Tyne 22 marzo 1975 35ª giornata | Newcastle Utd | 0 – 2 referto | Derby County | St James' Park (31 010 spett.) |
| \| \| \| \| \| Nish Rioch \| Marcatori \| \|   |               |               |              |                                |
|                                                |               |               |              |                                |
| Nish Rioch                                     | Marcatori     |               |              |                                |

| Derby 29 marzo 1975 36ª giornata         | Derby County | 5 – 0 referto | Luton Town | Baseball Ground (24 619 spett.) |
| \| \| \| \| \| Davies \| Marcatori \| \| |              |               |            |                                 |
|                                          |              |               |            |                                 |
| Davies                                   | Marcatori    |               |            |                                 |

| Burnley 31 marzo 1975 37ª giornata                                      | Burnley   | 2 – 5 referto            | Derby County | Turf Moor (24 276 spett.) |
| \| \| \| \| \| Hankin James \| Marcatori \| Nish Rioch Davies Hector \| |           |                          |              |                           |
|                                                                         |           |                          |              |                           |
| Hankin James                                                            | Marcatori | Nish Rioch Davies Hector |              |                           |

| Derby 1º aprile 1975 38ª giornata            | Derby County | 2 – 1 referto | Manchester City | Baseball Ground (32 966 spett.) |
| \| \| \| \| \| Rioch \| Marcatori \| Bell \| |              |               |                 |                                 |
|                                              |              |               |                 |                                 |
| Rioch                                        | Marcatori    | Bell          |                 |                                 |

| Middlesbrough 5 aprile 1975 39ª giornata       | Middlesbrough | 1 – 1 referto | Derby County | Ayresome Park (30 066 spett.) |
| \| \| \| \| \| Mills \| Marcatori \| Hector \| |               |               |              |                               |
|                                                |               |               |              |                               |
| Mills                                          | Marcatori     | Hector        |              |                               |

| Derby 9 aprile 1975 20ª giornata      | Derby County | 1 – 0 referto | Wolverhampton | Baseball Ground (30 109 spett.) |
| \| \| \| \| \| Lee \| Marcatori \| \| |              |               |               |                                 |
|                                       |              |               |               |                                 |
| Lee                                   | Marcatori    |               |               |                                 |

| Derby 12 aprile 1975 40ª giornata       | Derby County | 1 – 0 referto | West Ham Utd | Baseball Ground (31 336 spett.) |
| \| \| \| \| \| Rioch \| Marcatori \| \| |              |               |              |                                 |
|                                         |              |               |              |                                 |
| Rioch                                   | Marcatori    |               |              |                                 |

| Leicester 19 aprile 1975 41ª giornata | Leicester City | 0 – 0 referto | Derby County | Filbert Street (38 943 spett.) |

| Derby 26 aprile 1975 42ª giornata | Derby County | 0 – 0 referto | Carlisle Utd | Baseball Ground (38 000 spett.) |

### FA Cup
| Leyton 4 gennaio 1975 Terzo turno | Leyton Orient | 2 – 2 | Derby County | Brisbane Road (12.490 spett.) |

| Leyton 8 gennaio 1975 Terzo turno - Ripetizione | Leyton Orient | 1 – 2 | Derby County | Brisbane Road (26.501 spett.) |

| Derby 27 gennaio 1975 Quarto turno | Derby County | 2 – 2 | Bristol Rovers | Baseball Ground (27.980 spett.) |

| Derby 18 febbraio 1975 Ottavi di finale | Leeds Utd | 1 – 0 | Derby County | Baseball Ground (35.298 spett.) |

### League Cup
| Portsmouth 11 settembre 1974 Secondo turno | Portsmouth | 1 – 5 | Derby County | Fratton Park (13.582 spett.) |

| Southampton 8 ottobre 1974 Terzo turno | Southampton | 5 – 0 | Derby County | The Dell (14.911 spett.) |

### Coppa UEFA
| Arbitro: | Rigo |

|                                    |           |              |
| Hector 14’, 47’ Daniel 38’ Lee 43’ | Marcatori | 71’ Petrović |

| Arbitro: | Wöhrer |

|            |           |                    |
| Martin 19’ | Marcatori | 46’ Lee 72’ Hector |

| Arbitro: | Héliès |

|                           |           |                               |
| Nish 15’ Rioch 87’ (rig.) | Marcatori | 13’ Ayala 77’ (rig.) Aragonés |

| Arbitro: | Biwersi |

|                                                             |                      |                                                    |
| Aragonés 4’, 75’                                            | Marcatori            | 54’ Rioch 63’ Hector                               |
| Aragonés Ayala Salcedo Capón Irureta Benegas Gárate Eusebio | Tiri di rigore 6 – 7 | Rioch Hector Davies Nish Lee Gemmill Newton Powell |

| Arbitro: | Männig |

|                            |           |           |
| Bourne 72’, 86’ Hinton 77’ | Marcatori | 2’ Vladić |

| Arbitro: | Corver |

|                                                              |           |            |
| Primorac 11’ (rig.) Pecelj 30’ Vladić 51’ Bajević 85’ (rig.) | Marcatori | 57’ Hector |

## Statistiche

### Statistiche di squadra
| Competizione   | Punti | Totale | Totale | Totale | Totale | Totale | Totale | DR  |
| Competizione   | Punti | G      | V      | N      | P      | Gf     | Gs     | DR  |
| -------------- | ----- | ------ | ------ | ------ | ------ | ------ | ------ | --- |
| First Division | 53    | 42     | 21     | 11     | 10     | 67     | 57     | +10 |
| FA Cup         | -     | 4      | 2      | 1      | 1      | 6      | 4      | +2  |
| League Cup     | -     | 2      | 1      | 0      | 1      | 5      | 6      | -2  |
| Coppa UEFA     | -     | 6      | 3      | 2      | 1      | 14     | 11     | +3  |
| Totale         | -     | 55     | 33     | 14     | 13     | 92     | 78     | +13 |

### Andamento in campionato
Luogo, risultato e posizione seguono l'ordine ufficiale delle giornate. 
| Giornata  | 1  | 2  | 3 | 4 | 5  | 6  | 7  | 8  | 9 | 10 | 11 | 12 | 13 | 14 | 15 | 16 | 17 | 18 | 19 | 20 | 21 | 22 | 23 | 24 | 25 | 26 | 27 | 28 | 29 | 30 | 31 | 32 | 33 | 34 | 35 | 36 | 37 | 38 | 39 | 40 | 41 | 42 |
| --------- | -- | -- | - | - | -- | -- | -- | -- | - | -- | -- | -- | -- | -- | -- | -- | -- | -- | -- | -- | -- | -- | -- | -- | -- | -- | -- | -- | -- | -- | -- | -- | -- | -- | -- | -- | -- | -- | -- | -- | -- | -- |
| Luogo     | T  | C  | C | T | T  | C  | T  | C  | C | T  | T  | C  | T  | T  | C  | T  | C  | T  | C  | T  | C  | T  | C  | T  | C  | T  | C  | C  | T  | T  | C  | T  | C  | T  | C  | T  | C  | T  | C  | C  | T  | C  |
| Risultato | N  | N  | V | N | P  | N  | P  | V  | V | N  | N  | V  | V  | P  | P  | V  | V  | P  | V  | N  | P  | P  | V  | V  | V  | V  | P  | N  | V  | P  | V  | V  | P  | V  | V  | V  | V  | N  | V  | V  | N  | N  |
| Posizione | 12 | 14 | 8 | 8 | 11 | 11 | 14 | 10 | 8 | 8  | 9  | 7  | 6  | 8  | 8  | 8  | 5  | 10 | 4  | 4  | 6  | 8  | 10 | 8  | 6  | 3  | 2  | 5  | 4  | 7  | 4  | 3  | 3  | 3  | 2  | 2  | 1  | 1  | 1  | 1  | 1  | 1  |

Fonte:  Premier League 1974/1975 » Schedule, su worldfootball.net.
Legenda:

Luogo: C = Casa; T = Trasferta. Risultato: V = Vittoria; N = Pareggio; P = Sconfitta.

### Statistiche dei giocatori
| Giocatore     | First Division | First Division | FA Cup   | FA Cup | League Cup | League Cup | Coppa UEFA | Coppa UEFA | Totale   | Totale |
| Giocatore     | Presenze       | Reti           | Presenze | Reti   | Presenze   | Reti       | Presenze   | Reti       | Presenze | Reti   |
| ------------- | -------------- | -------------- | -------- | ------ | ---------- | ---------- | ---------- | ---------- | -------- | ------ |
| C. Boulton    | 42             | -57            | 4        | -4     | 2          | -6         | 6          | -11        | 54       | -78    |
| J. Bourne     | 17             | 2              | 4        | 0      | 1          | 0          | 5          | 2          | 27       | 4      |
| E. Carruthers | 0              | 0              | -        | -      | -          | -          | -          | -          | 0        | 0      |
| P. Daniel     | 37             | 3              | 4        | 0      | 2          | 0          | 6          | 1          | 49       | 4      |
| R. Davies     | 40             | 12             | 3        | 0      | 2          | 0          | 4          | 0          | 49       | 12     |
| C. Egan       | 0              | 0              | 0        | 0      | 0          | 0          | 0          | 0          | 0        | 0      |
| A. Gemmill    | 41             | 0              | 3        | 0      | 2          | 0          | 6          | 0          | 52       | 0      |
| K. Hector     | 38             | 13             | 2        | 1      | 2          | 2          | 6          | 5          | 48       | 21     |
| A. Hinton     | 13             | 2              | 2        | 0      | 0          | 0          | 4          | 1          | 19       | 3      |
| J. King       | 0              | 0              | 0        | 0      | 0          | 0          | 0          | 0          | 0        | 0      |
| F. Lee        | 34             | 12             | 4        | 1      | 2          | 1          | 6          | 2          | 46       | 16     |
| T. Macken     | 0              | 0              | 0        | 0      | 0          | 0          | 0          | 0          | 0        | 0      |
| R. McFarland  | 4              | 0              | 0        | 0      | 0          | 0          | 0          | 0          | 4        | 0      |
| G. Moseley    | 0              | -0             | 0        | -0     | 0          | -0         | 0          | -0         | 0        | -0     |
| D. Nish       | 38             | 2              | 4        | 0      | 2          | 0          | 5          | 1          | 49       | 3      |
| H. Newton     | 36             | 13             | 4        | 0      | 2          | 0          | 6          | 0          | 48       | 13     |
| S. Powell     | 15             | 2              | 1        | 0      | 1          | 0          | 1          | 0          | 18       | 2      |
| B. Rioch      | 42             | 15             | 6        | 2      | 2          | 1          | 4          | 2          | 54       | 20     |
| R. Thomas     | 22             | 0              | 2        | 0      | 0          | 0          | 1          | 0          | 25       | 0      |
| C. Todd       | 39             | 0              | 4        | 2      | 2          | 0          | 5          | 0          | 50       | 2      |
| R. Webster    | 24             | 1              | 2        | 0      | 2          | 0          | 6          | 0          | 34       | 1      |